# Dolichopeza directa
Dolichopeza directa är en tvåvingeart som beskrevs av Günther Theischinger 1993. Dolichopeza directa ingår i släktet Dolichopeza och familjen storharkrankar. Inga underarter finns listade i Catalogue of Life.